# Johannes Kruse (Geistlicher)
Johannes Kruse († um 1528) war von 1500 bis 1506 Prior des Klosters Appingen bei Greetsiel. Ab 1506 war er Prior des Klosters Atens.
Kruse wird 1500 zum Prior des Klosters Appingen ernannt, da er ein Vertrauter Edzards I. war. 1505 versuchte er, einen Konvent der Karmeliter in Atens zu etablieren, um den Machtbereich des ostfriesischen Häuptlings Edzard zu bis an die Weser zu erweitern. 1513 wurde das neue Kloster in den Karmeliterorden aufgenommen. Kruse blieb mit Unterbrechungen bis 1528 der Prior des Klosters Atens, sein Nachfolger wurde Petrus de Monte. Um 1530 löst sich das Kloster selbst auf, vermutlich durch die Auswirkungen der Reformation, denn es wurde als verödet gemeldet.